# Cryphia nilgiria
Cryphia nilgiria là một loài bướm đêm trong họ Noctuidae.